# Tectocepheus sarekensis
Tectocepheus sarekensis is een mijtensoort uit de familie van de Tectocepheidae. De wetenschappelijke naam van de soort is voor het eerst geldig gepubliceerd in 1910 door Trägårdh.